# Kappensäger
Der Kappensäger (Lophodytes cucullatus) ist eine Art aus der Familie der Entenvögel. Innerhalb dieser Familie wird er gelegentlich der Gattung Mergus zugerechnet. Auch Carl von Linné, der den Kappensäger 1758 das erste Mal wissenschaftlich beschrieb, ordnete ihn noch als Mergus cucullatus den Sägern zu. Ludwig Reichenbach stellte ihn 1853 in eine eigene Gattung namens Lophodytes,  deren einziger Vertreter der Kappensäger ist. 
Namensgebend für den Vogel ist die auffällige Federholle. Sie ist bei beiden Geschlechtern vorhanden, beim ausgewachsenen Männchen jedoch auffällig schwarzweiß gefärbt. 
In Europa ist der Kappensäger ein sehr seltener Irrgast. Er wird vor allem in Großbritannien und Irland beobachtet. Für Mitteleuropa gibt es keine zweifelsfreien Beobachtungen von Wildvögeln. Bei nahezu allen Beobachtungen wird unterstellt, dass es sich um Gefangenschaftsflüchtlinge handelt.

## Verbreitungsgebiet

### Brutgebiet
Der Kappensäger ist ein Brutvogel des Nadelwaldgürtels Nordamerikas, der auch als nördliche Borealzone bezeichnet wird. Er ist dort an von Wald umgebenen Seen, in Sumpf- und Auengebieten sowie im Ufergebiet von ruhig fließenden Flüssen zu finden. Die Siedlungsdichte innerhalb dieser Gebiete ist niedrig, was darauf zurückgeführt wird, dass er zur Brut Baumhöhlen nutzt und um diese mit anderen Arten wie etwa Brautente, Schellente, Büffelkopfente und Gänsesäger konkurriert. Im Brutgebiet ist er von April bis September zu beobachten.

### Überwinterungsreviere
Der Kappensäger überwintert an den Flussmündungsgebieten und in den großen Buchten der atlantischen und pazifischen Küste Nordamerikas. Er ist dort beginnend von September bis Mitte Februar zu beobachten. Kappensäger gehören damit zu den Zugvögeln, die auf ihrem Zug nur eine verhältnismäßig kurze Distanz zurücklegen. Sie halten sich während ihres Zuges überwiegend an Flüssen auf. 
Es kommt trotzdem gelegentlich vor, dass sich Kappensäger auf ihrem Zug nach Europa verirren. Da diese Art mittlerweile in Europa häufig als Ziergeflügel gehalten wird, gelten Kappensäger in Europa grundsätzlich als Gefangenschaftsflüchtlinge. Nur wenn aufgrund einer eventuell vorhandenen Beringung festgestellt werden kann, dass es sich um nordamerikanische Wildvögel handelt, werden sie als verirrte Zugvögel eingeordnet.

### Bestand
Die IUCN schätzt den Gesamtbestand des Kappensägers nach Daten von 2002 auf 270.000 bis 390.000 Tiere und stuft die Art als „nicht gefährdet“ (least concern) ein.

## Erscheinungsbild

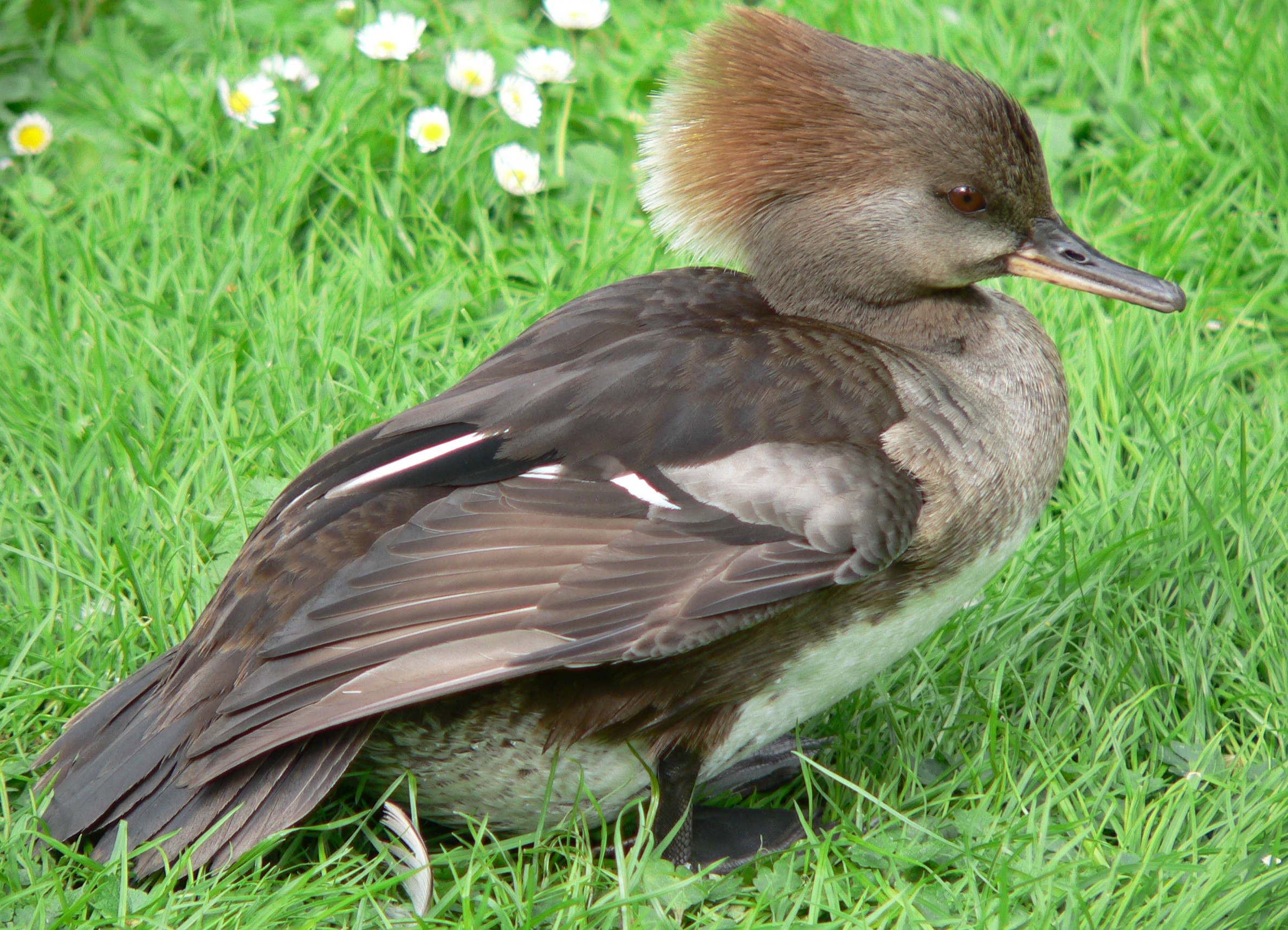
Weiblicher Kappensäger

Wie bei vielen anderen Arten aus der Familie der Entenvögel zeigt das Gefieder einen starken Geschlechtsdimorphismus. 
Das Weibchen ist mit seinem graubraunen Gefieder und der kurzen rötlich braunen Federholle unauffällig gefiedert. Die Iris ist rotbraun, der Schnabel gelblich grau. Weibchen wiegen im Schnitt etwa 550 Gramm und sind damit leichter als die Männchen, die ein durchschnittliches Gewicht von etwa 650 Gramm erreichen.
Im Brutkleid weist das Männchen am Kopf eine sehr große Federholle aus, die aus überwiegend weißen Federn besteht, die außen schwarz abgesetzt sind. Zwei Federn der inneren Armschwingen sind außerdem zu schwarzweißen Schmuckfedern verlängert. Das Brustgefieder ist deutlich schwarz-weiß abgesetzt, während die Flanken ein rotbraunes Gefieder aufweisen. Der Schnabel ist an seiner Basis gelblich grau, die Iris ist gelb. Im Ruhekleid ähneln die männlichen Kappensäger den Weibchen und lassen sich von diesen am einfachsten durch die andere Irisfärbung und das weiß durchsetzte Brustgefieder unterscheiden. Männchen beginnen ab Juni mit der Mauser und wechseln bereits ab Oktober wieder in ihr Prachtkleid.

## Fortpflanzung

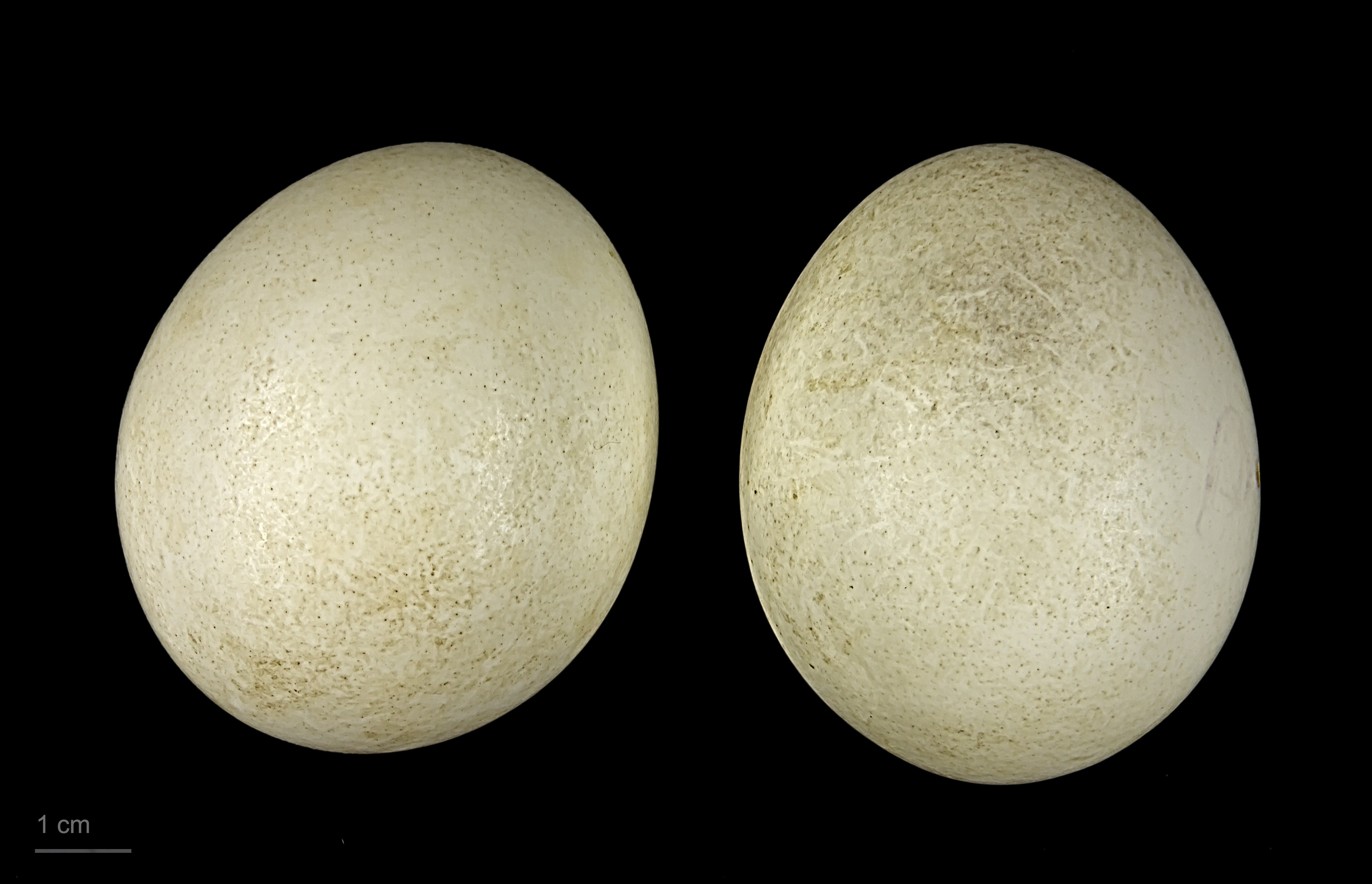
Eier des Kappensägers

### Balz
Die Balz zwischen Männchen und Weibchen beginnt bereits im Februar in den Winterruhegebieten, kurz bevor die Vögel mit ihrem Zug zu den Brutrevieren beginnen. Es kommt bereits im Winterrevier zu Paarungen.  Treffen die Vögel im April im Brutrevier ein, dann intensiviert sich die Balz, wobei dann auch um Nisthöhlen gekämpft wird.

### Brut
Kappensäger nutzen zur Brut bevorzugt Baumhöhlen, die bis zu acht Meter über dem Erdboden liegen können. Der Legebeginn ist von den jeweiligen Revierbedingungen abhängig. Im südlichsten Verbreitungsgebiet beginnen die Enten bereits ab Ende April zu legen. Im nördlichen Verbreitungsgebiet geschieht dies noch im Juni. Das Gelege besteht aus sechs bis 12 rundlichen, glänzend weißen Eiern. Sie werden etwa 30 Tage lang bebrütet.

### Die Küken
Die Küken werden durch das Weibchen betreut, das sich mit ihnen überwiegend im flachen Wasserbereich entlang des äußeren Vegetationssaumes aufhält. Das Dunenkleid der Küken ist dunkelbraun und weist einen hellen Kehlfleck auf. Im Jugendkleid ähneln die Jungvögel dem Weibchen, wobei bei ihnen die Holle deutlich kürzer ist. Flugfähig sind die Jungvögel nach etwa 70 Tagen. Sie werden dann vom Weibchen verlassen, das sich zur Mauser auf die größeren Wasserflächen zurückzieht. 
Ihre Geschlechtsreife erreichen junge Kappensäger mit etwa zwei Jahren. Die männlichen Vögel zeigen erst ab dem dritten Lebensjahr ein voll entwickeltes Brut- oder Prachtkleid. 

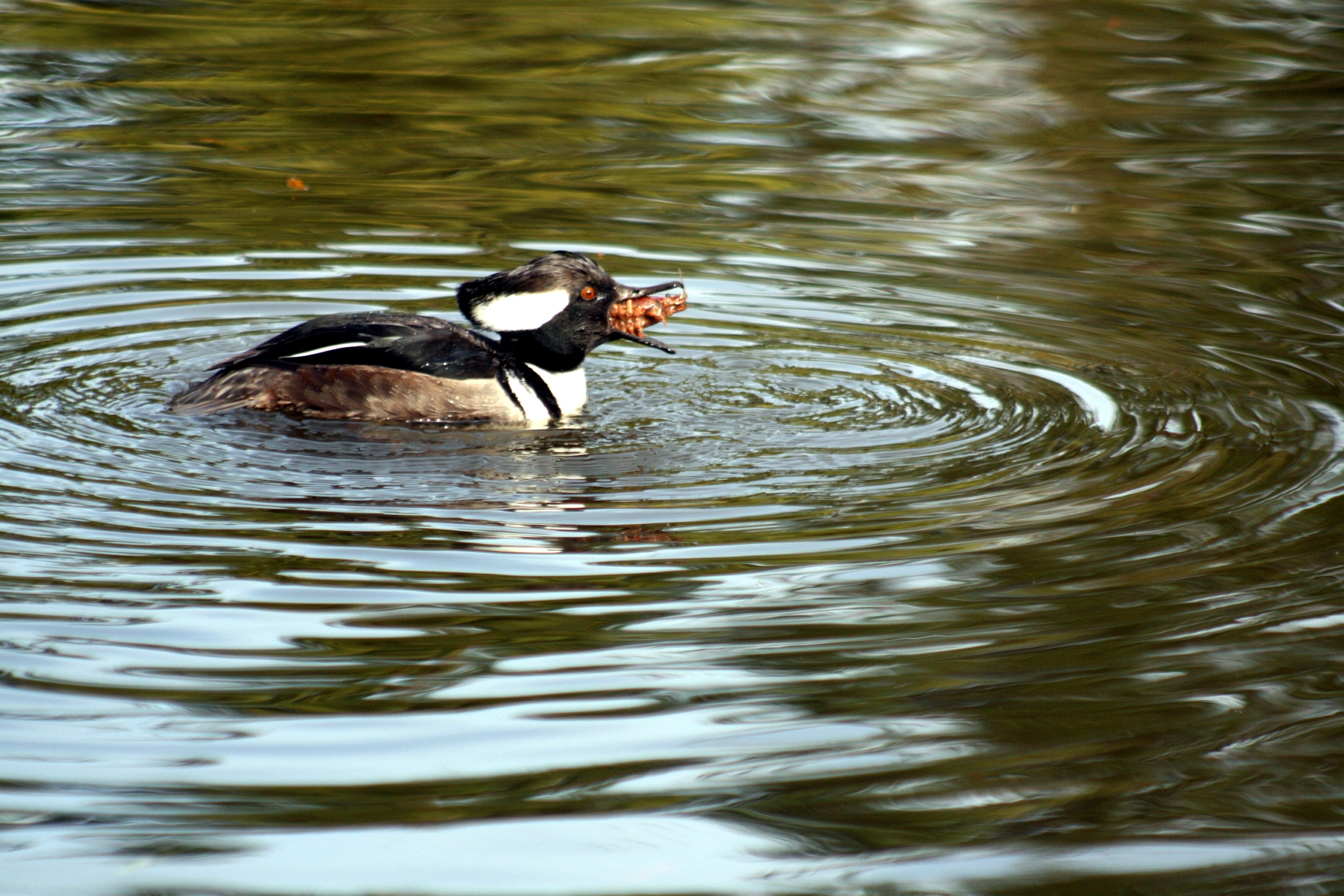
Kappensäger beim Fressen. Er hält einen Krebs im Schnabel.

## Nahrung
Kappensäger fressen überwiegend kleine Fischchen, Kleinkrebse und während der Sommermonate auch Wasserinsekten. Sie erbeuten diese, indem sie unter Wasser tauchen.
Kappensäger fressen außerdem in geringem Umfang auch Wasserpflanzen.

## Der Kappensäger als Ziergeflügel
Kappensäger werden erst seit verhältnismäßig kurzer Zeit als Ziergeflügel gehalten. Die ersten Zuchten erfolgten in den USA in den 1950er Jahren. Von dort aus wurden Vögel an den britischen Wildfowl Trust gegeben, die ersten Zuchterfolge in Deutschland erfolgten erst in den 1970er Jahren.
Der Kappensäger wird mittlerweile verhältnismäßig häufig in europäischen Zoos gehalten und auch von privaten Ziergeflügelhaltern vermehrt gepflegt, da diese Art als einfacher zu halten gilt als die übrigen Säger-Arten.